# Gottesbrück
Gottesbrück ist ein Wohnplatz der Gemeinde Grünheide (Mark) im Landkreis Oder-Spree in Brandenburg.

## Geografische Lage

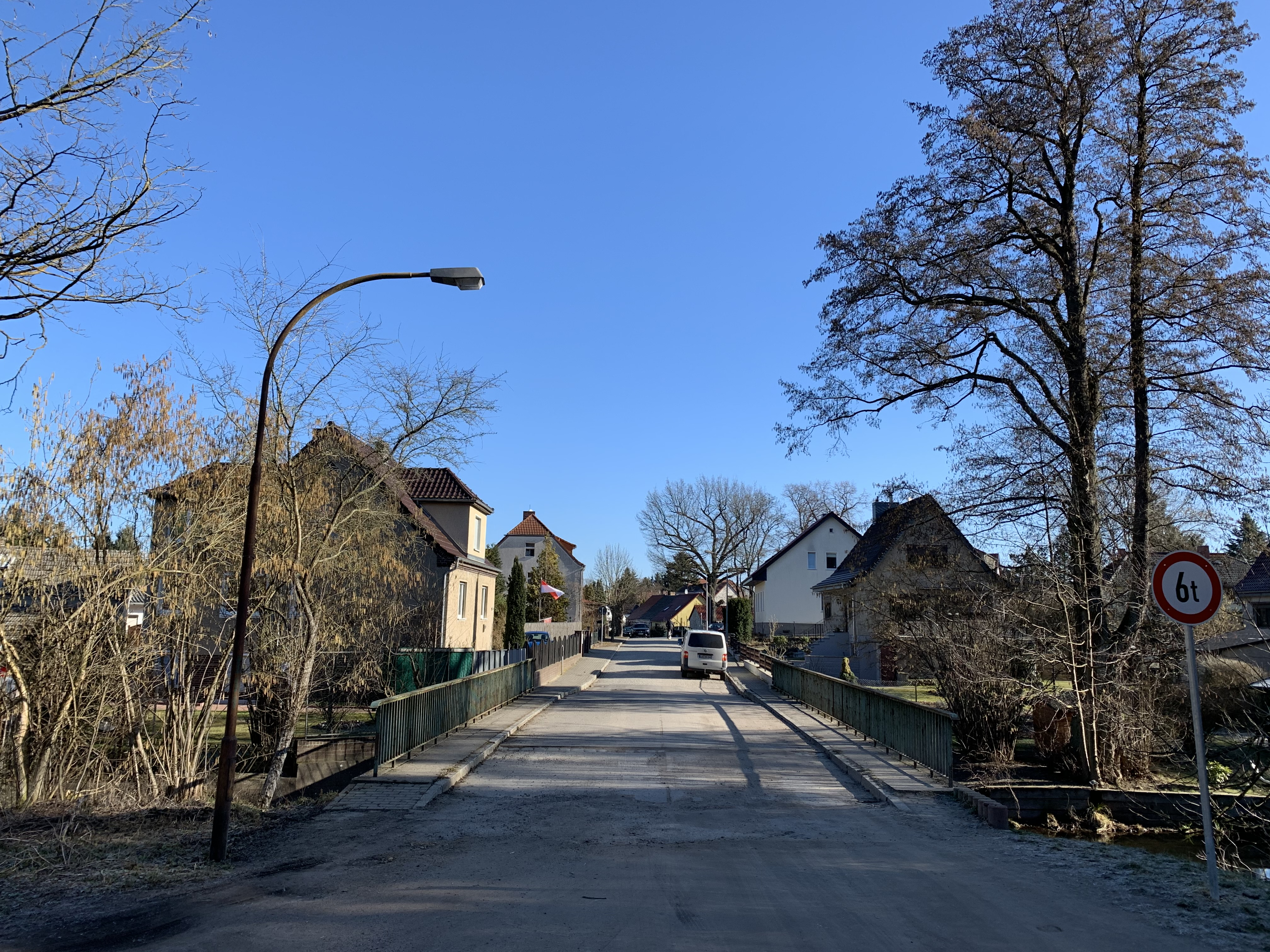
Brücke über die Löcknitz

Der Wohnplatz liegt im westlichen Bereich der Gemarkung; die Wohnbebauung befindet sich überwiegend nördlich der Löcknitz, die von Osten kommend in westlicher Richtung durch den Ort fließt. Nordwestlich liegt der bewohnte Gemeindeteil Fangschleuse, nordöstlich der Wohnplatz Bergluch. Der südliche Teil ist bewaldet.

## Geschichte
Die Ansiedlung erschien erstmals im Jahr 1695 als die Gatziges Brücke, lag mitten in der Rüdersdorfer Heide und gehörte dem Amt Rüdersdorf. Eine weitere Erwähnung findet sich erst im Jahr 1742, als Wiesenflächen erwähnt werden, die unter anderem an der GatzBrücke lagen und zum Försterdienst in Rüdersdorf bei Berlin gehörten. Die Einwohner betrieben außerdem Fischerei in der Löcknitz „von der Gatzbrücke bis zum Hohen Wall“. Im Jahr 1798 hatten sich drei Büdner, fünf Hausleute oder Einlieger niedergelassen. Die 32 Personen betrieben vier Feuerstellen (=Haushalte); im genannten Jahr erschien erstmals die Bezeichnung Gottesbrück.
Im Jahr 1801 wurde von einer Kolonie unweit Rüdersdorf im Rüdersdorfer Forst berichtet, in der 30 Personen lebten. Sie teilen sich auf drei Büdnerfamilien und drei Einlieger auf und betrieben nach wie vor vier Feuerstellen. Einer der Büdner hieß Lemke und erwarb Anfang des 19. Jahrhunderts eine 1 1⁄2 Morgen (Mg) große Wiese vom Kossäten Christian Lehmann aus Kienbaum. Der Büdner Kunert schloss mit dem Amt am 6. Mai 1831 einen Erbpachtkontrakt ab, mit dem er sich 4 Mg 104 Quadratruten (QR) Rüdersdorfer Forstland sicherte. Zuvor hatte bereits der Büdner und Gastwirt Schaale aus Fangschleuse 21 Mg 58 QR Rüdersdorfer Forstland an einige Büdner in Bergluch und Gottesbrück verpachtet. In den folgenden Jahrzehnten stieg die Anzahl auf 45 Personen im Jahr 1817 und 61 Personen im Jahr 1840. Mittlerweile gab es sechs Wohnhäuser. Hinzu kamen fünf Wirtschaftsgebäude (1860). Zur Mitte des 19. Jahrhunderts erwarben einige Kolonisten aus Fangschleuse und Gottesbrück einen Teil des Jagens 40 des Rüdersdorfer Reviers. Die Kolonie mit 71 Einwohnern (1858) kam 1860 zur Landgemeinde Dritter Heidedistrikt des Rüdersdorfer Forstreviers. Aus ihr ging 1889 die Gemeinde Werlsee hervor, die 1934 in Grünheide (Mark) umbenannt wurde. Zu dieser Zeit lebten 75 Personen im Ort (1925).
Die gleichnamige Gottesbrücke über die Löcknitz wurde 1931 durch einen Neubau ersetzt.